# Zgornja Radovna
Zgornja Radovna je razloženo naselje, na območju Triglavskega narodnega parka v Občini Kranjska Gora. Nahaja se v razširjenem zgornjem delu doline rečice Radovne, v katero se stekajo vode iz ledeniških dolin Krme in Kota, ki se tu stikata. 
Naselje obdajajo severni odrastki planote Pokljuke, grebenov triglavskega pogorja in najvišji vrh planote Mežakle Jerebikovec (1593 m). Prek Kosmačevega prevala na severu je povezana z bližnjo Mojstrano, po dolini Radovne pa vodi cesta proti Blejskemu kotu.
Obsežni grbinasti travniki so primerni predvsem za pašo goveje živine. Med raztresenimi domačijami je precej počitniških hišic. Pred Gogalovo domačijo stoji okrog 100 let stara lipa.
V naselju stoji Pocarjeva domačija, ki je ena najstarejših domačij v triglavskem narodnem parku. Na stropnem tramu je vrezana letnica 1775, v hišnem arhivu pa najstarejša listina izvira iz leta 1609. Na vhodnem pročelju sta freski Višarske Matere Božje in Križanega z Marijama. Notranja oprema je v celoti avtentična.
Zgornja Radovna je prek dolin Kota in Krme izhodišče za planinske izlete v Julijce.
- Kozolec
- Gogalova lipa
- Psnakov mlin in žaga
- Pr`Guharju
- Gostilna "Psnak"
- Pocarjeva domačija